# Paulos Tesfagiorgis
Paulos Tesfagiorgis ist ein eritreischer Menschenrechtsaktivist.

## Leben
Paulos Tesfagiorgis studierte in Kanada an der McGill University Rechtswissenschaften und schloss das Studium mit einem Master of Laws ab. Er hat einen Lehrauftrag an der Universität von Asmara in Eritrea.
Paulos Tesfagiorgis gründete das einzige von der regierenden Partei Volksfront für Demokratie und Gerechtigkeit (PFDJ) zugelassene Regionalzentraum für Menschenrechte und Entwicklung in Eritrea. Während des Unabhängigkeitskrieges war er Mitbegründer und Vorsitzender der Eritrean Relief Association. Nach erfolgreich erstrittener Unabhängigkeit war er Mitglied der Kommission, die 1997 die neue Verfassung verabschiedete. 2002 gründete er mit 17 weiteren Eritreern die Citizens Initiative for the Salvation of Eritrea (CISE).
Gegenwärtig lebt Tesfagiorgis im südafrikanischen Exil.

## Auszeichnungen
- 2003: Thorolf-Rafto-Gedenkpreis (Norwegen)